# Basilica di Sant'Andrea delle Fratte
La basilica di Sant'Andrea delle Fratte è un luogo di culto cattolico del centro storico di Roma, situato nel rione Colonna.
La chiesa venne elevata alla dignità di basilica minore da papa Pio XII il 25 aprile 1942; è anche parrocchia, affidata all'Ordine dei Minimi, e titolo cardinalizio. È anche chiamata santuario della Madonna del Miracolo, perché al suo interno l'avvocato (e successivamente presbitero) francese di origine ebrea Alphonse Marie Ratisbonne, avrebbe avuto un'apparizione mariana il 20 gennaio 1842. Il fatto, riconosciuto dalla Chiesa cattolica, provocò la conversione al cattolicesimo del Ratisbonne. 
La chiesa, già esistente nell'XI secolo, venne ricostruita in forme barocche, su progetto di Francesco Borromini, tra il 1653 e il 1658 (la facciata venne realizzata soltanto nel 1862). Il nome deriva dalla sua ubicazione nei pressi di piazza di Spagna, un tempo alla periferia del centro abitato, dove si trovavano alberi e cespugli.
Nella chiesa, il 29 aprile 1918, celebrò la sua prima messa Massimiliano Maria Kolbe, che aveva ricevuto l'ordinazione il giorno precedente.

## Descrizione

### Esterno

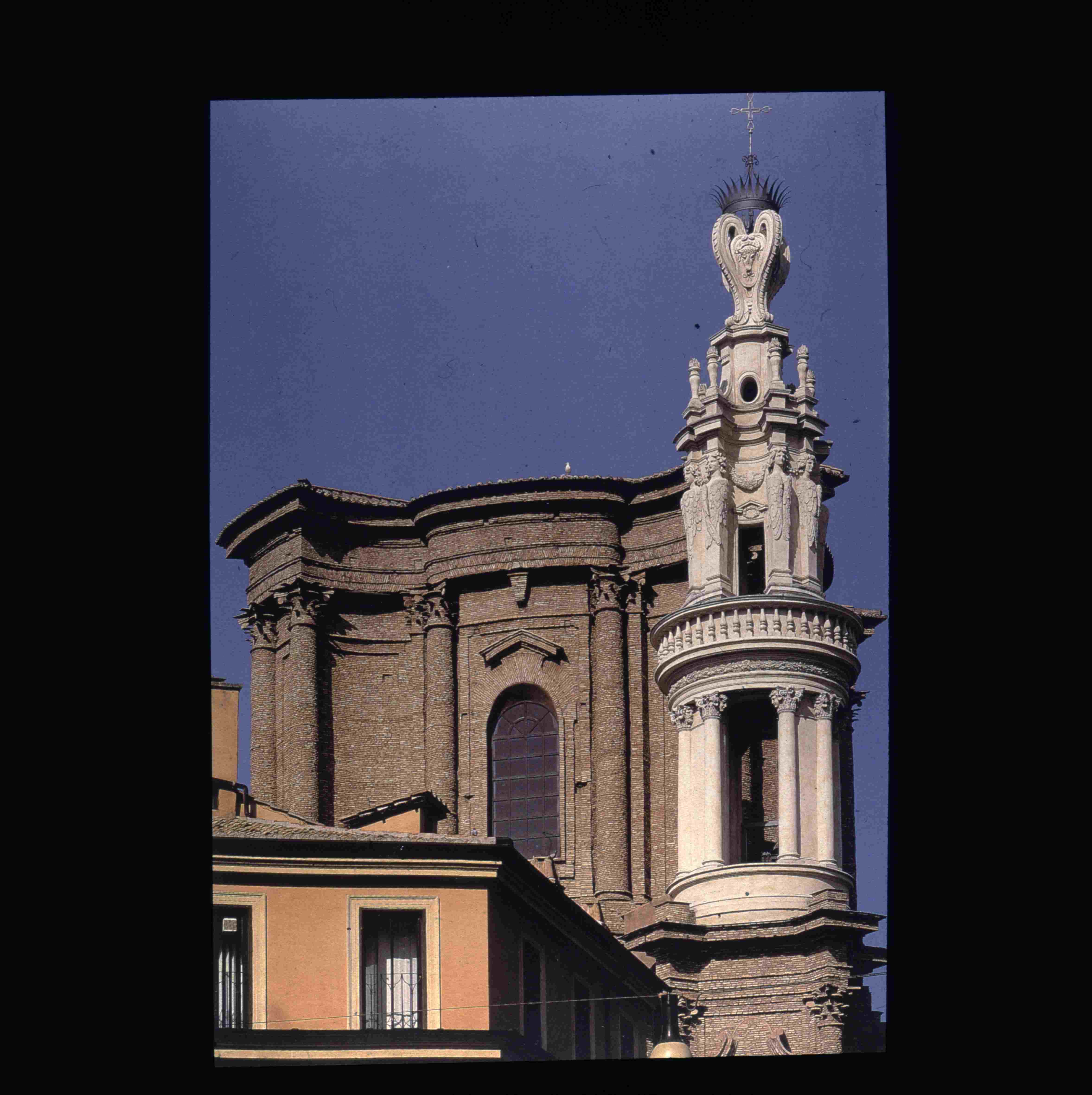
La cupola e il campanile

La facciata della chiesa fu finanziata grazie a una donazione di Ercole Consalvi, plenipotenziario di papa Pio VII al congresso di Vienna (1826). I lavori furono affidati a Pasquale Belli il quale, probabilmente seguendo il consiglio di Giuseppe Valadier, disegnò l'intera facciata secondo gli schemi tradizionali delle chiese romane del XVI secolo a due ordini sovrapposti, ma con diversa sensibilità spaziale, caratterizzata dalla rinunzia a ogni elemento decorativo che non fosse essenziale, dalla contenutezza degli aggetti e da una certa finezza neoclassica nel disegno delle cornici e dei particolari. Sulla destra, il chiostro è ornato da un ciclo di affreschi del XVII secolo.
Durante i lavori del XVII secolo, Francesco Borromini costruì il campanile a due ordini, con i capitelli del secondo costituiti da singolari erme di Giano Bifronte, e la cupola rinforzata da contrafforti diagonali che fanno assumere all'architettura l'immagine della croce di Sant'Andrea (il santo titolare della chiesa).  Singolare è il contrasto tra il tiburio, rimasto privo del rivestimento e ancora in mattone grezzo, e il campanile, bianco e curatissimo. Pur essendo incompiuto, il complesso fu da sempre uno dei più studiati all'interno dell'opera di Borromini; da segnalare i numerosi disegni di Filippo Juvarra, che si ispirò a questa chiesa per la costruzione della cupola della basilica di Sant'Andrea a Mantova.

### Interno

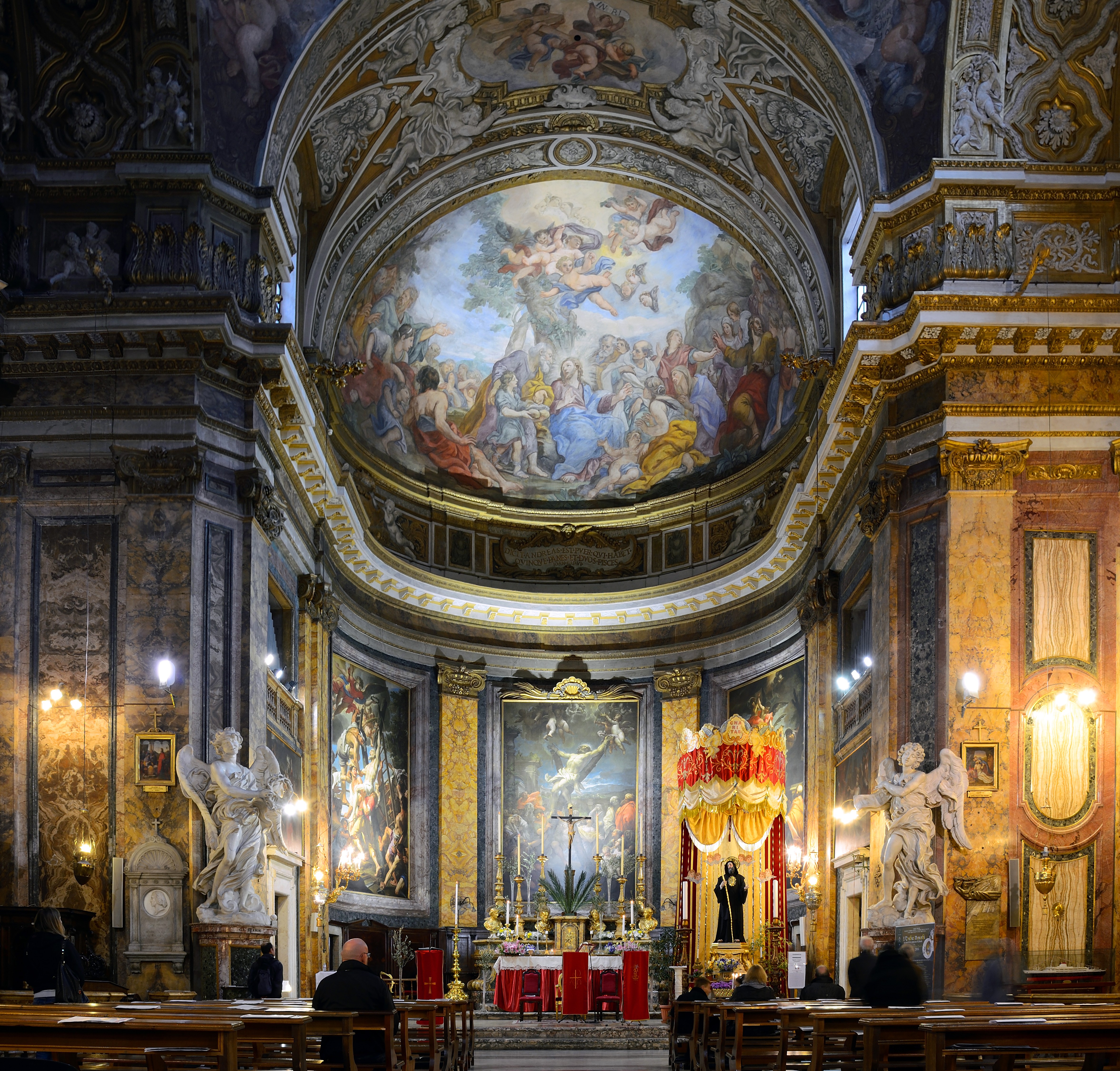
Interno

La chiesa presenta una struttura con pianta a croce latina, con transetto e profonda abside. L'aula presenta un'unica navata, lungo la quale si aprono tre cappelle per lato. L'interno, riccamente decorato, raccoglie diverse opere di artisti del XVII e XVIII secolo, tra i quali Francesco Cozza, Francesco Queirolo, Giovanni Battista Maini, Giuseppe Bottani, Paolo Posi, Pietro Bracci e Andrea Pasqualino Marini da Recanati.
La seconda cappella di destra (della famiglia Accoramboni), forse anch'essa opera di Borromini, aveva originariamente un impianto analogo alla cappella Spada di San Girolamo della Carità, con decorazioni marmoree che imitano un apparato funebre provvisorio. Quella sul lato opposto è dedicata alla Madonna del Miracolo, la cui effigie è raffigurata nel dipinto al centro dell'ancona.
I due altari del transetto sono opera di Luigi Vanvitelli (sinistra) e Filippo Barigioni (destra). Nel presbiterio si trovano tele di vari artisti, tra cui il Martirio di Sant'Andrea di Lazzaro Baldi.
Uno degli elementi di spicco dell'arredo della chiesa sono le due monumentali statue con Angeli con i simboli della Passione, opera di Gian Lorenzo Bernini, scolpite inizialmente (su commissione di Clemente IX) per la serie della Via Crucis di Ponte Sant'Angelo; insieme ad altre, opera di allievi, furono considerate troppo belle per essere esposte alle intemperie e furono donate allo scultore. Nel 1729 gli eredi di Gian Lorenzo Bernini, che abitavano in un palazzo non lontano, donarono i due angeli alla chiesa, che si trovò così a essere un terreno di confronto tra i due massimi geni del barocco.
Al di sotto dell'altare maggiore e dell'area presbiterale si trova la cripta; all'interno di essa vi è l'unico esempio di putridarium della città di Roma.
L'organo a canne della chiesa è stato costruito nel 1933 dalla ditta Balbiani Vegezzi-Bossi,  e successivamente ampliato dalla ditta Continiello. Collocato in due profonde cantorie che si aprono sulle due pareti laterali del presbiterio, è a trasmissione elettrica, e dispone di 32 registri con una consolle dotata di tre tastiere e una pedaliera.

## Galleria d'immagini

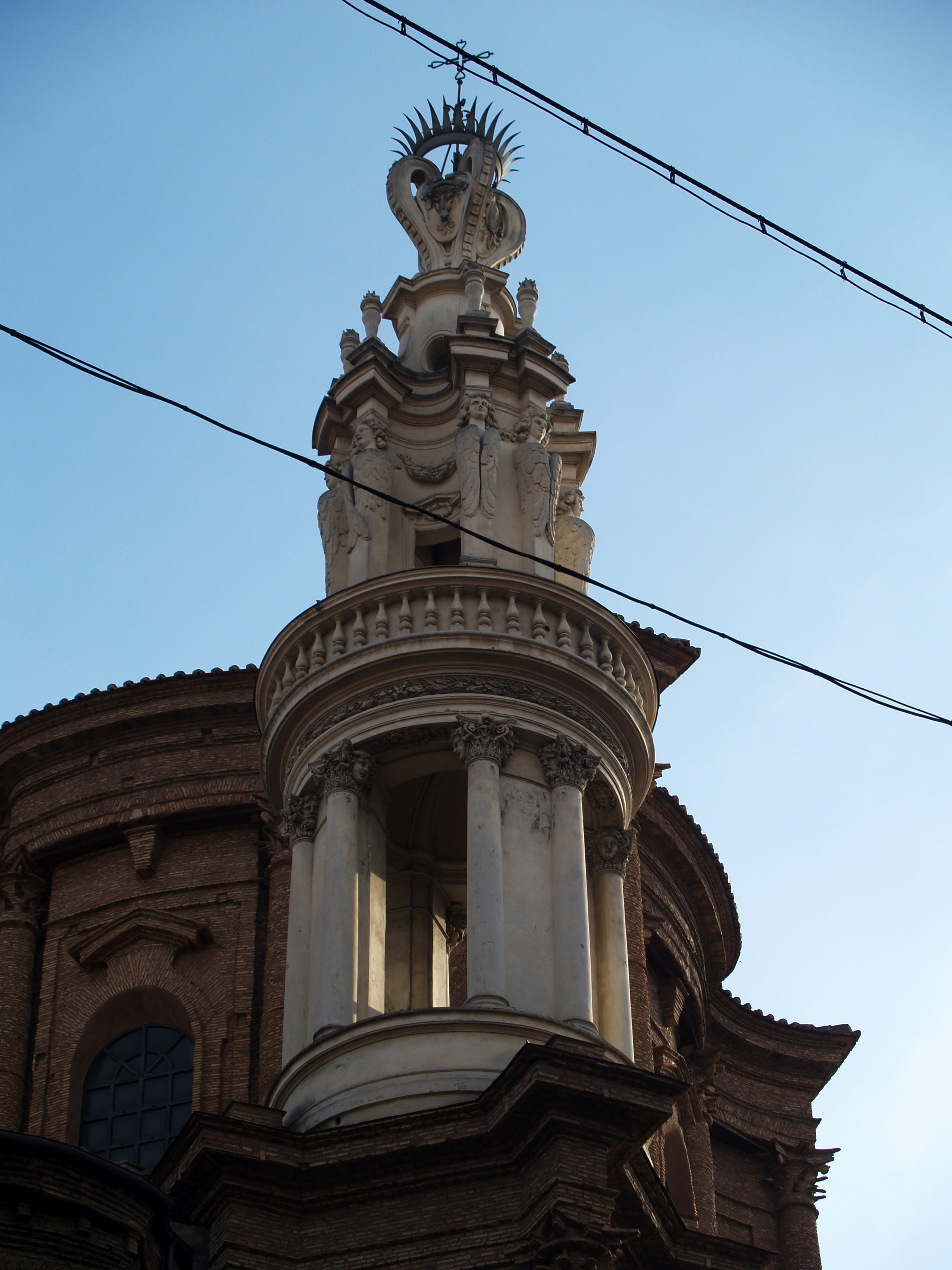
Il campanile
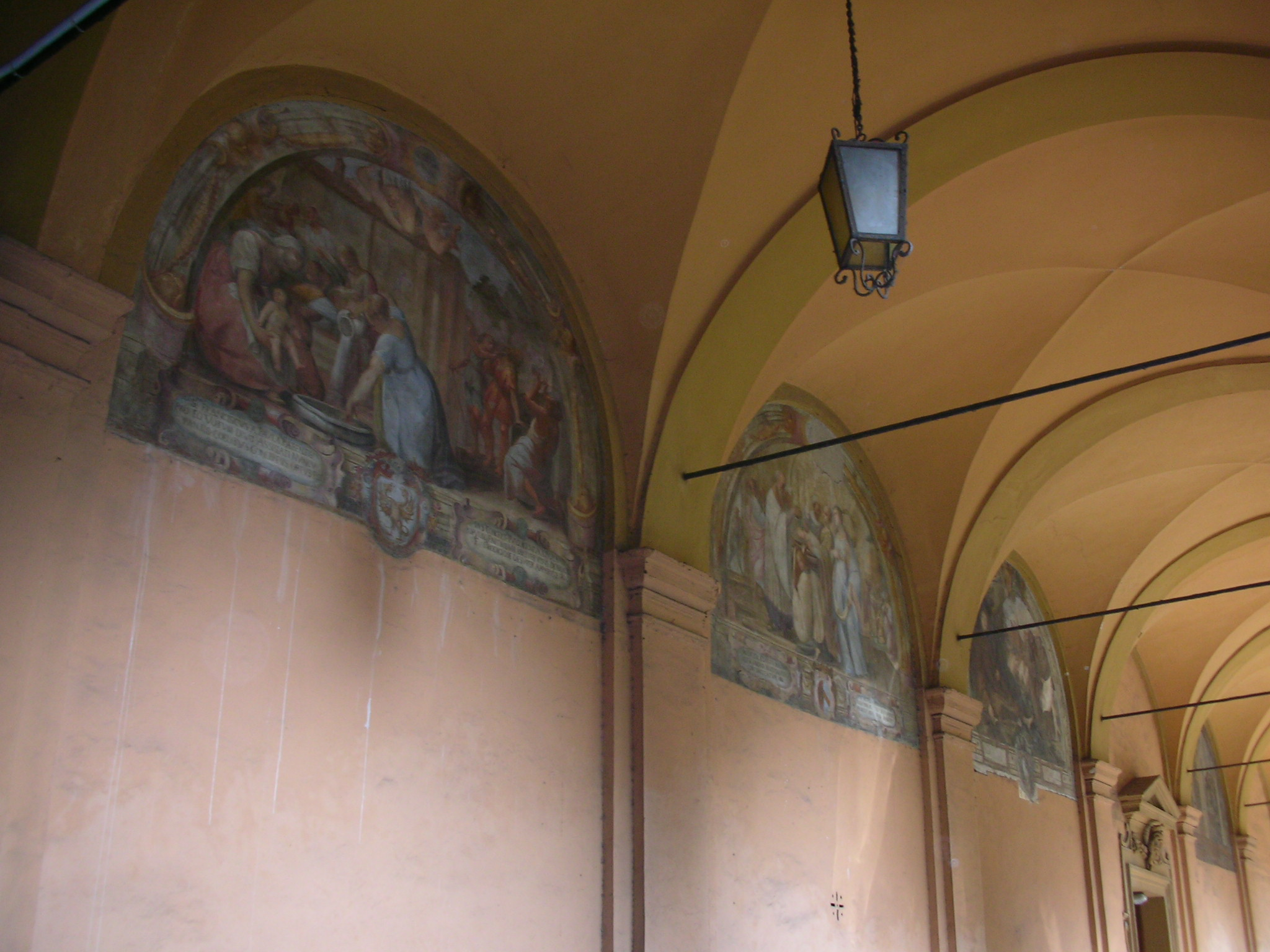
Alcuni affreschi nel chiostro
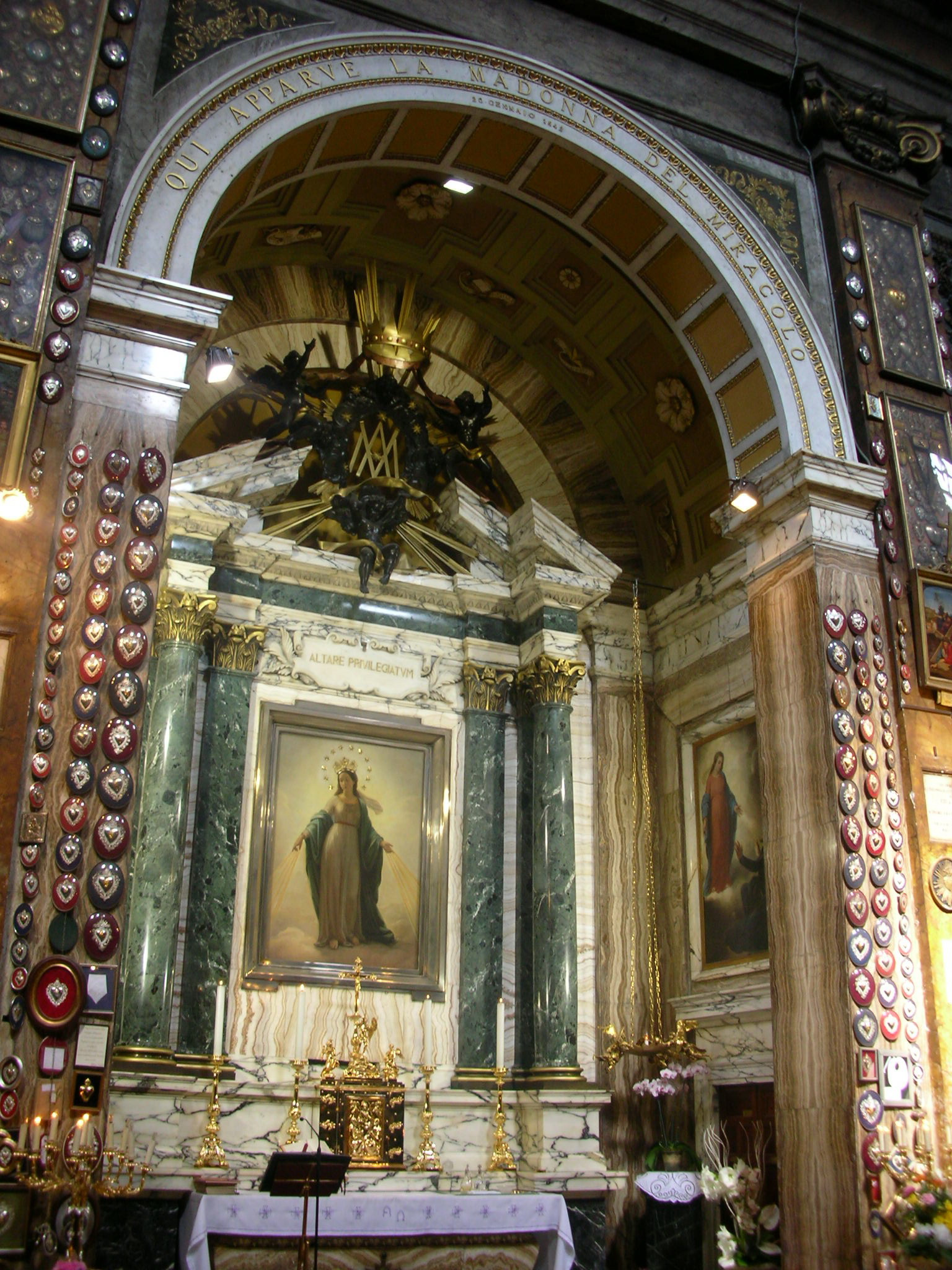
Cappella della Madonna del Miracolo
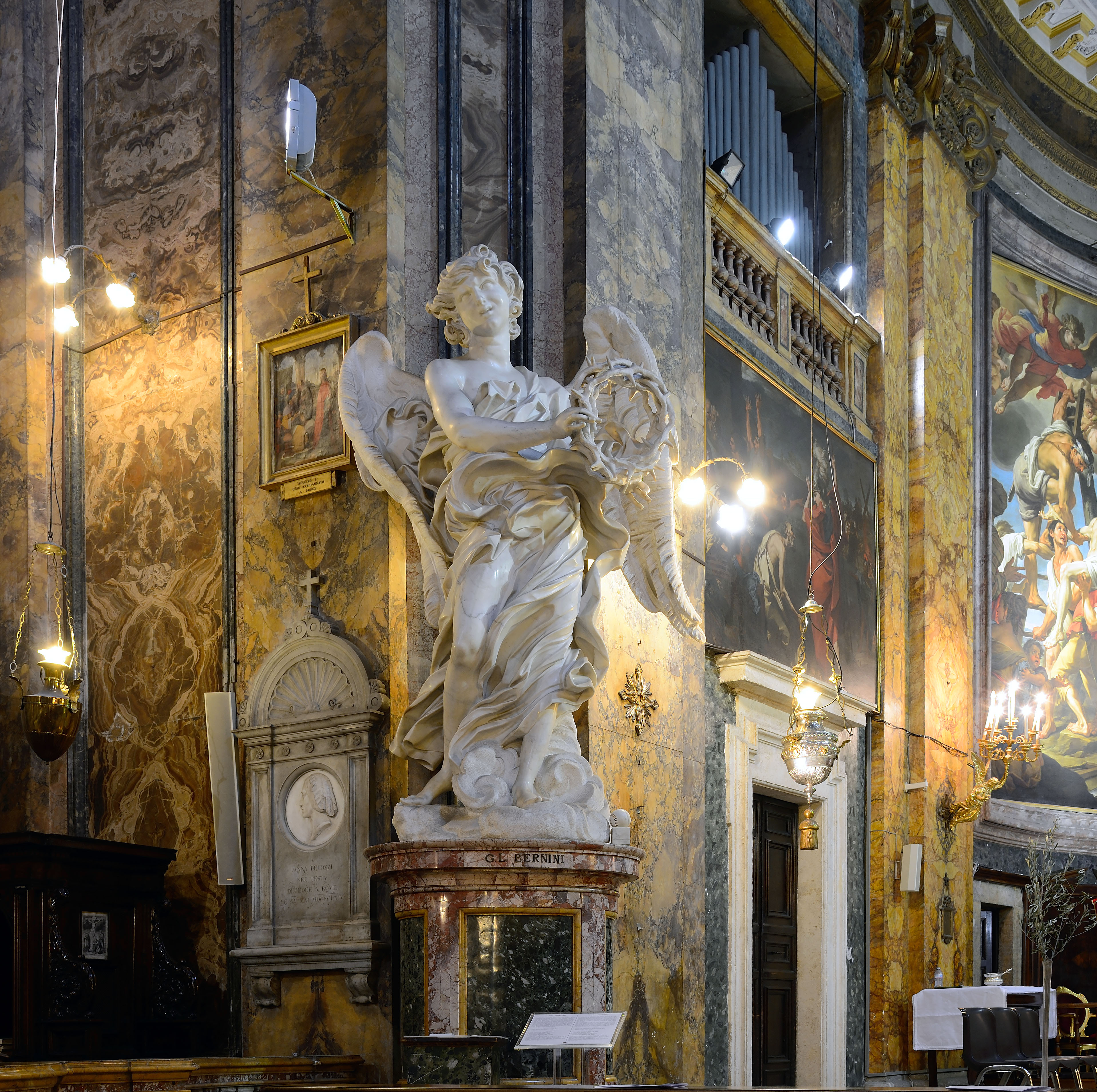
Gianlorenzo Bernini, Angelo con la corona di spine
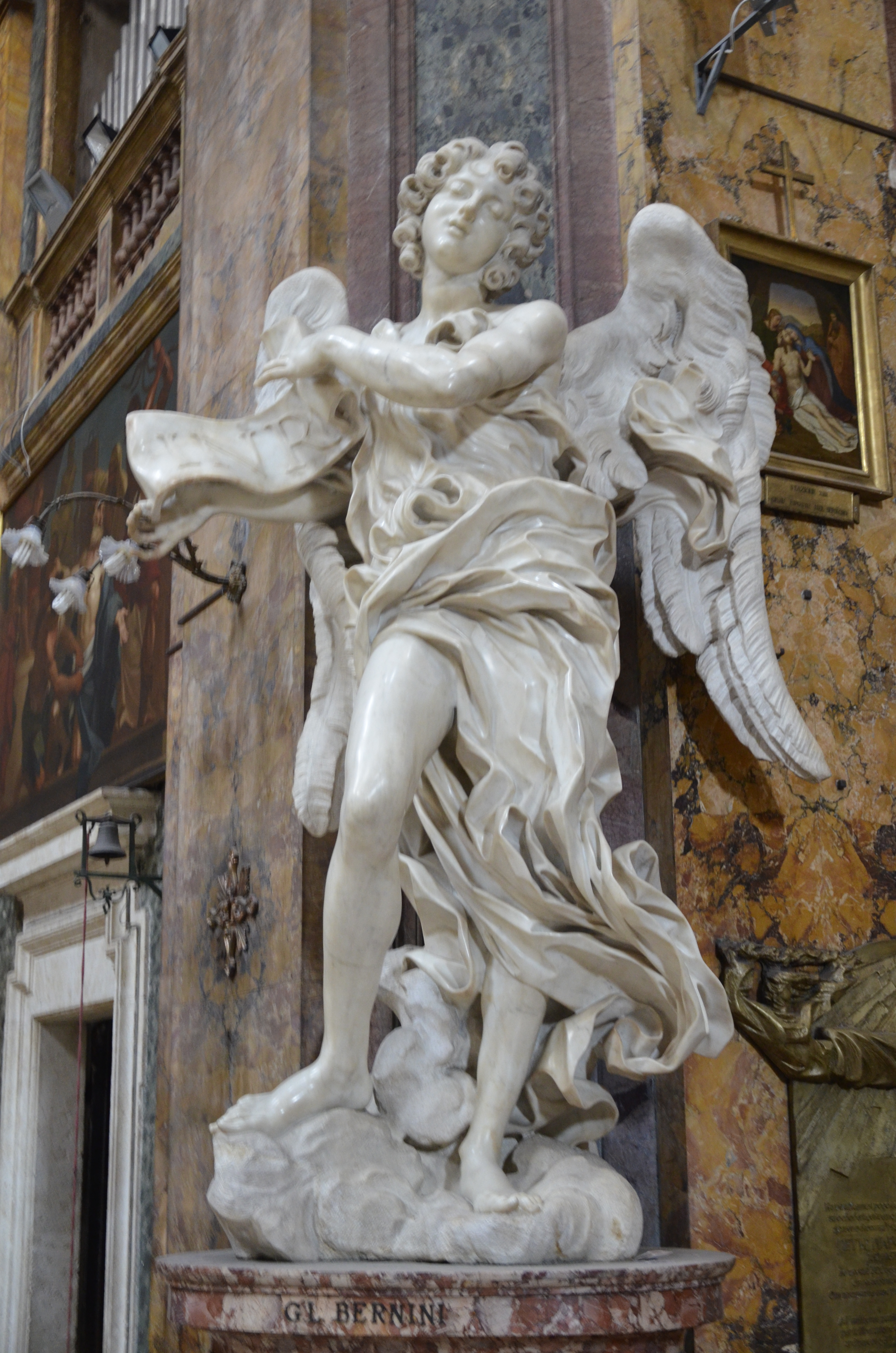
Angelo con cartiglio